# Pat Harder
Marlin Martin „Pat“ Harder (* 6. Mai 1922 in Milwaukee, Wisconsin; † 6. September 1992 in Waukesha, Wisconsin) war ein US-amerikanischer American-Football-Spieler und -Schiedsrichter. Er spielte als Linebacker und Fullback in der National Football League (NFL) bei den Chicago Cardinals und den Detroit Lions.

## Spielerlaufbahn

### Collegekarriere
Pat Harder studierte 1941 und 1942 an der University of Wisconsin–Madison und spielte für deren American-Football-Mannschaft, die von Harry Stuhldreher trainiert wurde, auf der Position eines Fullbacks. 1941 spielte sein Team gegen die Ohio State University, den amtierenden College-Football-Meister. Harder erzielte bei dem 17:7-Sieg seiner Mannschaft alle Punkte. Im Jahr 1943 spielte Harder im College All-Star Spiel gegen die Washington Redskins und wurde nach einem 27:7-Sieg der Collegespieler zum Most Valuable Player (MVP) seiner Mannschaft gewählt. Im gleichen Jahr schloss sich Harder dem United States Marine Corps an und diente im Zweiten Weltkrieg. Nach seiner Dienstzeit spielte er 1946 nochmals im College All-Star Game. Erneut blieb die Collegemannschaft siegreich und gewann gegen die Los Angeles Rams mit 16:0. Obwohl er die Gelegenheit gehabt hätte sein Studium zu beenden und wieder für sein altes Team aufzulaufen, unterschrieb Harder einen Profivertrag in der NFL.

### Profikarriere
Pat Harder wurde 1944 in der ersten Runde an zweiter Stelle der NFL Draft von den Chicago Cardinals ausgewählt. Head Coach des Teams war Jimmy Conzelman. Im Jahr 1947 konnten die Cardinals Charley Trippi verpflichten, der fortan als Halfback auflief. Harder und Trippi bestimmten in den nächsten Jahren das Offense-Spiel der Cardinals. In ihrem ersten gemeinsamen Spieljahr konnten sie mit ihrem Team die NFL Meisterschaft feiern. Im NFL Endspiel wurden die Philadelphia Eagles mit 28:21 besiegt. Harder erzielte als Kicker seiner Mannschaft in dem Endspiel vier Point after Touchdown.
Pat Harder wechselte nach der Saison 1950 zu den Detroit Lions, die ab 1951 von Buddy Parker trainiert wurden. Die Mannschaft aus Detroit konnte in den nächsten Spielzeiten mit weiteren Spitzenspielern, wie Yale Lary, Lou Creekmur oder Jack Christiansen verstärkt werden.
1952 gelangen Harder beim 31:21-Sieg seiner Lions im Play-off-Spiel gegen die Rams 28 Punkte. Der Sieg bedeutete den Einzug ins NFL Endspiel, in dem die Cleveland Browns mit 17:7 besiegt wurden. Harder erzielte dabei ein Field Goal. Im folgenden Jahr erhielt Pat Harder verletzungsbedingt nur wenig Spielzeit. Trotzdem konnten die Lions ihren Titel verteidigen und gewannen im NFL Endspiel erneut gegen die Browns mit 17:16. Nach der Saison 1953 beendete Harder seine Spielerlaufbahn.
Pat Harder erzielte in den Spielzeiten 1947 bis 1949 mit 102, 110 und nochmals 102 Punkten jeweils die höchste Punktzahl aller NFL-Spieler.

## Nach der Spielerlaufbahn
Marlin Harder arbeitete nach seiner Spielerlaufbahn in seiner Geburtsstadt als Vize-Präsident einer Autoleasingfirma. Im Jahr 1966 kehrte er in die NFL zurück und war bis 1982 dort als Umpire tätig.

## Ehrungen
Harder spielte in zwei Pro Bowls und wurde sechsmal zum All-Pro gewählt. Er ist Mitglied im NFL 1940s All-Decade Team, in der Wisconsin Athletic Hall of Fame und in der College Football Hall of Fame.